# Stubbe – Von Fall zu Fall: Harte Kerle
Harte Kerle ist ein deutscher Fernsehfilm von Bernhard Stephan aus dem Jahr 2005. Es handelt sich um den achtundzwanzigsten Filmbeitrag der ZDF-Kriminalfilmreihe Stubbe – Von Fall zu Fall mit Wolfgang Stumph in der Titelrolle.

## Handlung
Nach einem Wrestling-Kampf wird der Akteur Walter 'Zorro' Beckenkamp in seiner Umkleidekabine erschossen aufgefunden. Die Kommissare Stubbe und Zimmermann halten den Täter für einen „Vollprofi“. In der Hand des Toten finden die Ermittler ein Goldkettchen, das sehr wahrscheinlich von seinem Mörder stammt. Tief betroffen vom Tod seines Kollegen zeigt sich dessen Freund und Kampfpartner Horst Wegener, bei dem Stubbe sofort herausfindet, dass die beiden eine gleichgeschlechtliche Beziehung hatten, die sie bisher erfolgreich verheimlichten.
Beckenkamp war nicht nur Wrestler, sondern außerdem noch Mitarbeiter in einer Sicherheitsfirma. Seine Kollegen dort – wie auch aus dem Wrestler-Umfeld – können nur Gutes von ihm berichten und sich nicht vorstellen, wer ihn gehasst haben könnte. Doch Stubbe findet einen Drohbrief und hält diesen für einen eindeutigen Hinweis dafür, dass Beckenkamp sich in letzter Zeit bedroht gefühlt hatte. Deshalb besorgte er sich sogar heimlich eine Waffe. Vieles deutet darauf hin, dass innerhalb der Sicherheitsfirma „Bult“ etwas im Argen liegt. Diese Firma sicherte regelmäßig die Wrestling-Kämpfe – so ergab sich dort auch die Anstellung von Beckenkamp – und ist derzeit ins Visier der Zollfahndung geraten, nachdem im Rahmen eines Objektschutzes im Hafen zwei Container mit Zigaretten verschwunden sind. Als es eindeutige Hinweise auf illegale Aktivitäten gibt, lässt Zimmermann die Firma observieren. Nach einer Razzia lassen sich die nötigen Beweise sichern: unverzollte Zigaretten, die zwei Mitarbeiter geschmuggelt haben. Beide können auf frischer Tat ertappt und festgenommen werden.
Nach Auswertung der Überwachungsaufnahmen vom Wrestling-Gelände steht fest, dass der Sicherheitsmann Dieter Polaschek den Mord anonym bei der Polizei gemeldet hatte. Zimmermann hält ihn deshalb gleich für tatverdächtig, doch Stubbe kommt zu einem ganz anderen Schluss: Beckenkamp hatte Schulden und eine hohe Lebensversicherung, die seinem Freund Horst zugutekommen sollte. Da Beckenkamp an einem inoperablen Leberkrebs litt, hatte er sich letztendlich selber erschossen, vorab jedoch seinen Kollegen Polaschek gebeten, die Waffe an sich zu nehmen und den Selbstmord so zu vertuschen. Inzwischen findet Horst Wegener die Tatwaffe bei Polaschek und hält diesen folglich für den Mörder seines Freundes. Stubbe kann Wegener jedoch daran hindern Polaschek etwas anzutun. Dieser muss sich nun wegen Vortäuschung eines Verbrechens verantworten.

## Hintergrund
Der Film wurde unter dem Arbeitstitel Zorros letzte Runde in Hamburg und Umgebung gedreht und am 3. Dezember 2005 um 20:15 Uhr im ZDF erstausgestrahlt.

## Kritik
Für die Kritiker der Fernsehzeitschrift TV Spielfilm hat der Stubbe-Fall Harte Kerle „starke Männer in schwächelndem Fall“; sie gaben dem Film eine mittlere Wertung (Daumen zur Seite).